# مطثية اللحوم الباردة
مطثية اللحوم الباردة (الاسم العلمي: Clostridium algidicarnis) هي نوع من البكتيريا يتبع جنس المطثية من الفصيلة المطثاوية.